# Porcellio intermedius
Porcellio intermedius là một loài chân đều trong họ Porcellionidae. Loài này được Schmoelzer miêu tả khoa học năm 1953.